# Turniej o Łańcuch Herbowy Miasta Ostrowa Wielkopolskiego 2013
Turniej o Łańcuch Herbowy Miasta Ostrowa Wielkopolskiego 2013 – turniej żużlowy, rozegrany po raz 61. w Ostrowie Wielkopolskim, w którym zwyciężył Szwed Fredrik Lindgren.
Zawody rozegrano w nowej formule: do rywalizacji stanęło 7 par, składających się z 7 seniorów i 7 juniorów (juniorzy byli przed zawodami losowani do każdej z par). Po rozegraniu serii zasadniczej (21 biegów; punktacja 4–3–2–0), zawodnicy z czterech najlepszych par wystąpili w biegach półfinałowych (oddzielnie dla seniorów i juniorów), z których po dwaj najlepsi żużlowcy wystąpili w finale. W wyniku regulaminowych zapisów, do walki o Łańcuch Herbowy Miasta Ostrowa Wielkopolskiego nie stanęli zdobywcy największej liczby punktów, Duńczycy Niels Kristian Iversen i Nicki Pedersen, którzy wylosowali najsłabszych juniorów.
W turnieju nie wystąpili czołowi polscy żużlowcy, z powodu rozgrywanego tego samego dnia w Tarnowie finału indywidualnych mistrzostw Polski.

## Wyniki
- Ostrów Wielkopolski, 6 października 2013
- Sędzia: Zdzisław Fyda

| Msc                          | Drużyna / Zawodnik                   | Biegi                       | Punkty |
| ---------------------------- | ------------------------------------ | --------------------------- | ------ |
| 1                            | Para II                              | Para II                     | 34     |
| 1                            | Greg Hancock Nicklas Porsing         | (3,2,4,0,4,4) (4,3,2,4,2,2) | 17 17  |
| 2                            | Para IV                              | Para IV                     | 30     |
| 2                            | Andreas Jonsson Łukasz Sówka         | (2,4,3,3,3,3) (4,2,0,2,4,0) | 18 12  |
| 3                            | Para VI                              | Para VI                     | 28     |
| 3                            | Fredrik Lindgren Oliver Berntzon     | (3,3,4,3,3,4) (0,2,2,2,0,2) | 20 8   |
| 4                            | Para V                               | Para V                      | 27     |
| 4                            | Robert Miśkowiak David Bellego       | (4,3,3,3,3,2) (2,0,2,2,0,3) | 18 9   |
| 5                            | Para VII                             | Para VII                    | 25     |
| 5                            | Niels Kristian Iversen Rasmus Jensen | (4,4,4,4,4,3) (0,0,0,0,2,0) | 23 2   |
| 6                            | Para III                             | Para III                    | 23     |
| 6                            | Nicki Pedersen Mathias Thörnblom     | (3,4,3,4,3,4) (0,0,2,0,0,0) | 21 2   |
| 7                            | Para I                               | Para I                      | 20     |
| 7                            | David Ruud Władimir Borodulin        | (2,3,4,3,4,d) (0,2,d,0,2,–) | 16 4   |
|                              | Rezerwa toru                         |                             |        |
| Marcin Nowak Michał Piosicki | (2) –                                | 2 –                         |        |

Bieg po biegu:
1. Bieg poświęcony pamięci Jana Łyczywka i Mirosława Borowicza: Borodulin, Nowak, Piosicki, Porsing
2. Porsing, Hancock, Ruud, Borodulin
3. Sówka, Pedersen, Jonsson, Thörnblom
4. Miśkowiak, Lindgren, Bellego, Bernzton
5. Iversen, Ruud, Borodulin, Jensen
6. Pedersen, Porsing, Hancock, Thörnblom
7. Jonsson, Miśkowiak, Sówka, Bellego
8. Iversen, Lindgren, Bernzton, Jensen
9. Ruud, Pedersen, Thörnblom, Borodulin (d4)
10. Hancock, Jonsson, Porsing, Sówka
11. Iversen, Miśkowiak, Bellego, Jensen
12. Lindgren, Ruud, Bernzton, Borodulin
13. Porsing, Miśkowiak, Bellego, Hancock
14. Pedersen, Lindgren, Bernzton, Thörnblom
15. Iversen, Jonsson, Sówka, Jensen
16. Ruud, Miśkowiak, Borodulin, Bellego
17. Hancock, Lindgren, Porsing, Bernzton
18. Iversen, Pedersen, Jensen, Thörnblom
19. Jonsson, Sówka, Nowak, Ruud (d3)
20. Hancock, Iversen, Porsing, Jensen
21. Pedersen, Bellego, Miśkowiak, Bernzton
22. Lindgren, Jonsson, Bernzton, Sówka
23. 1. półfinał: Lindgren, Hancock, Miśkowiak, Jonsson
24. 2. półfinał: Sówka, Porsing, Bellego, Bernzton
25. Finał: Lindgren, Hancock, Sówka, Porsing